# موته کن هوسیلو
موته کن هوسیلو (انگلیسی: Mote con huesillo نوشیدنی غیر الکلی سنتی شیلی است که مناسب فصل تابستان است. از گندم و هلو تهیه می‌شود و اغلب به صورت کنارخیابانی به فروش می‌رسد وایستاده یا بر روی چرخ دستی فروشنده سرو می‌شود. این نوشیدنی غیر الکلی شامل یک شهد شیرین شفاف (نکتار) مانند مایع است که با هلو خشک (huesillo) که در شکر، آب و دارچین پخته شده، تهبه می‌شود و سپس پس از سرد شدن با گندم (موته) بدون سبوس تازه پخته شده مخلوط می‌شود. شهد شیرین شفاف معمولاً با قند و شکر ساخته می‌شود، اما همچنین می‌توان آن را با عسل تکمیل و یا جایگزین نمود.
هنگامی که نوشیدنی بدون هلو خشک سرو شود به نام دسکاروزیدس "descarozados" شناحته می‌شود. در مناسبت‌ها ممکن است آن را با آلو خشک تهیه کنند، اما این مدل کمتر رایج است. یکی دیگر از روش‌های مدرن آماده‌سازی این نوشیدنی آن است که از مربا هلو به جای هلو خشک شده استفاده شود. هر دو بخش نام آن یعنی موته و هوسیلو مربوط به آب و هوای مدیترانه ای مانند مرکز شیلی است. این نوشیدنی در طول ماه‌های تابستان بسیار محبوب است وتوسط فروشندگان خیابانی بر روی چرخ دستی فروخته می‌شود. یک دستورالعمل بسیار محبوب از این نوشیدنی نوع خانگی آن است، که مواد تشکیل دهنده آن به راحتی در سوپر مارکت‌های کوچک و فروشگاه‌های مواد غذایی و بازار کشاورزان در دسترس هستند. موته کن هوسیلو آکاده در درون بطری، کنسرو شده و یا نسخه بسته‌بندی شده آن بسیار محدود تولید شده و متداول نیستند.

## آماده‌سازی

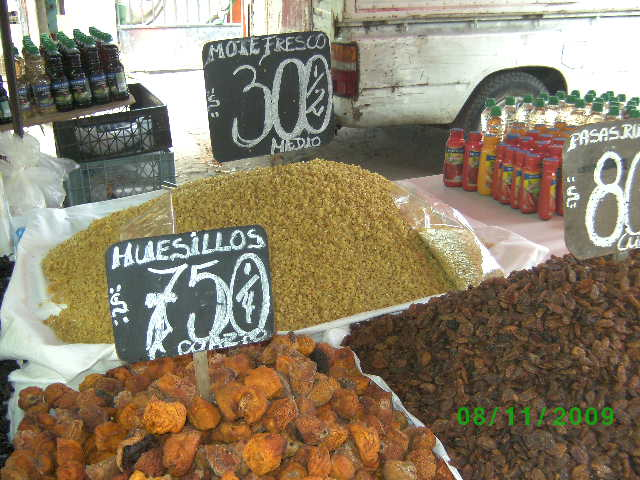
فروش موته کن هوسیلو در بازار محلی کشاورزان.

هوسیلوها یا هلو خشک شده ابتدا شسته شده و شب قبل از آماده‌سازی به منظور آبدار شدن مجدد خیسانده می‌شوند. سپس به مدت سی دقیقه یا بیشتر در یک مخلوط شکر و آب در صورت تمایل به همراه مقداری چوب دارچین طبیعی پخته می‌شوند. به منظور آنکه نوشیدنی رنگ عسلی پیدا کند، قند را درر یک ظرف سس، حرارت می‌دهند تا کارامل شود و به رنگ یک پرتقال رسیده درآید و به مخلوط شربت اضافه می‌شود، البته این روش همیشه استفاده نمی‌شود. در حالی که هوسیلو در حال پختن است، موته یا گندم پخته شده در آب پخته می‌شود. هنگامی که موته یا گندم پخته شد آب آن‌ها گرفته شده و به هوسیلوهای شیرین اضافه می‌شود و در نهایت نوشیدنی را در جایی قرار می‌دهند تا سرد شود. این ترکیب در یک لیوان بلند با یک قاشق دسر سرو می‌شود.

## جستارهای وابسته

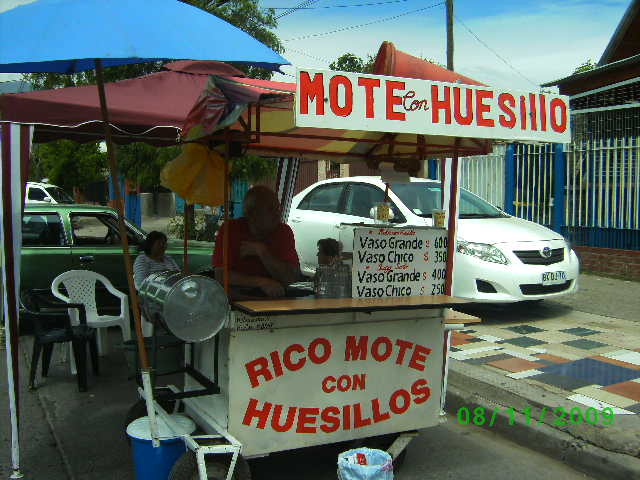
یک فروشنده خیابانی موته کن هوسیلو.